# Salon international de l'automobile de Genève 2006
Le Salon international de l'automobile de Genève 2006 est un salon automobile qui s'est tenu du 2 mars, au 12 mars 2006 à Genève. Il s'agit de la 76e édition internationale de ce salon, organisé pour la première fois en 1905.